# Carcere (ordinamento italiano)

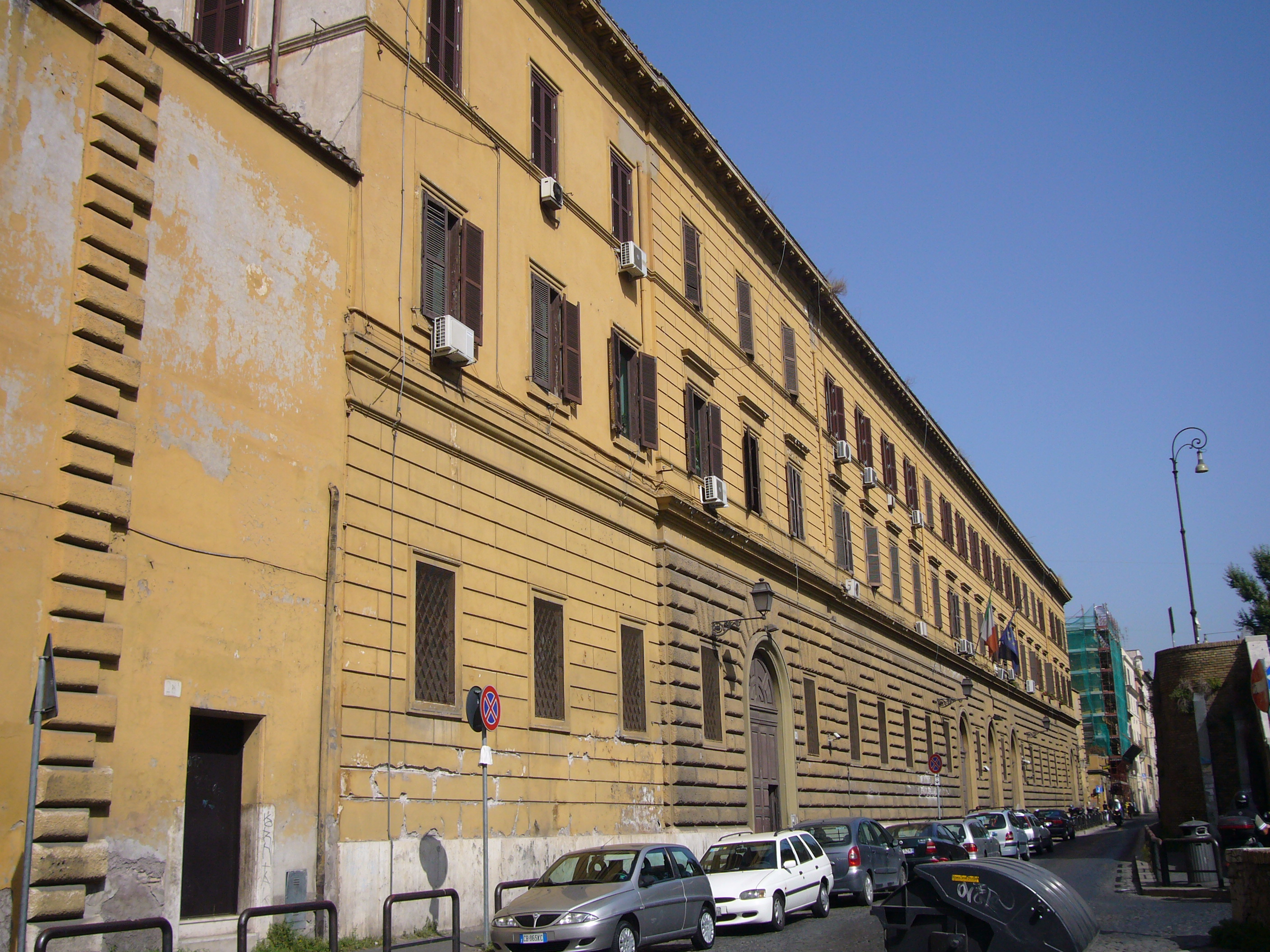
Ingresso del carcere di Regina Coeli a Roma

Il carcere o casa circondariale, nell'ordinamento giuridico italiano, è la sede in cui sono detenuti i condannati a una pena detentiva (ergastolo, reclusione o arresto), nonché i destinatari di misure cautelari personali coercitive (custodia cautelare in carcere) o di misure precautelari (arresto in flagranza di reato).
Gli istituti penitenziari italiani dipendono dal Ministero della giustizia. Gli istituti penitenziari per adulti sono amministrati dal Dipartimento dell'amministrazione penitenziaria, mentre gli istituti penali per i minorenni dal Dipartimento per la giustizia minorile.
Un discorso a parte meritano la residenza per l'esecuzione delle misure di sicurezza (ex ospedale psichiatrico giudiziario) e la comunità terapeutica, nonché l'assegnazione a una colonia agricola o ad una casa di lavoro e l'assegnazione a una casa di cura e di custodia, sedi di esecuzione di misure di sicurezza.
A causa del sovraffollamento delle carceri italiani nel 2013 La Camera della Corte Europea dei Diritti Umani ha condannato lo Stato Italiano per la violazione dell'articolo 3 della Convenzione Europea dei Diritti Umani.
Altra criticità del sistema carcerario italiano risiede nel fatto che non esistono percorsi di rieducazione, soprattutto per coloro che hanno commesso reati a sfondo sessuale, l'unica eccezione è rappresentata dal carcere di Bollate.

## Storia

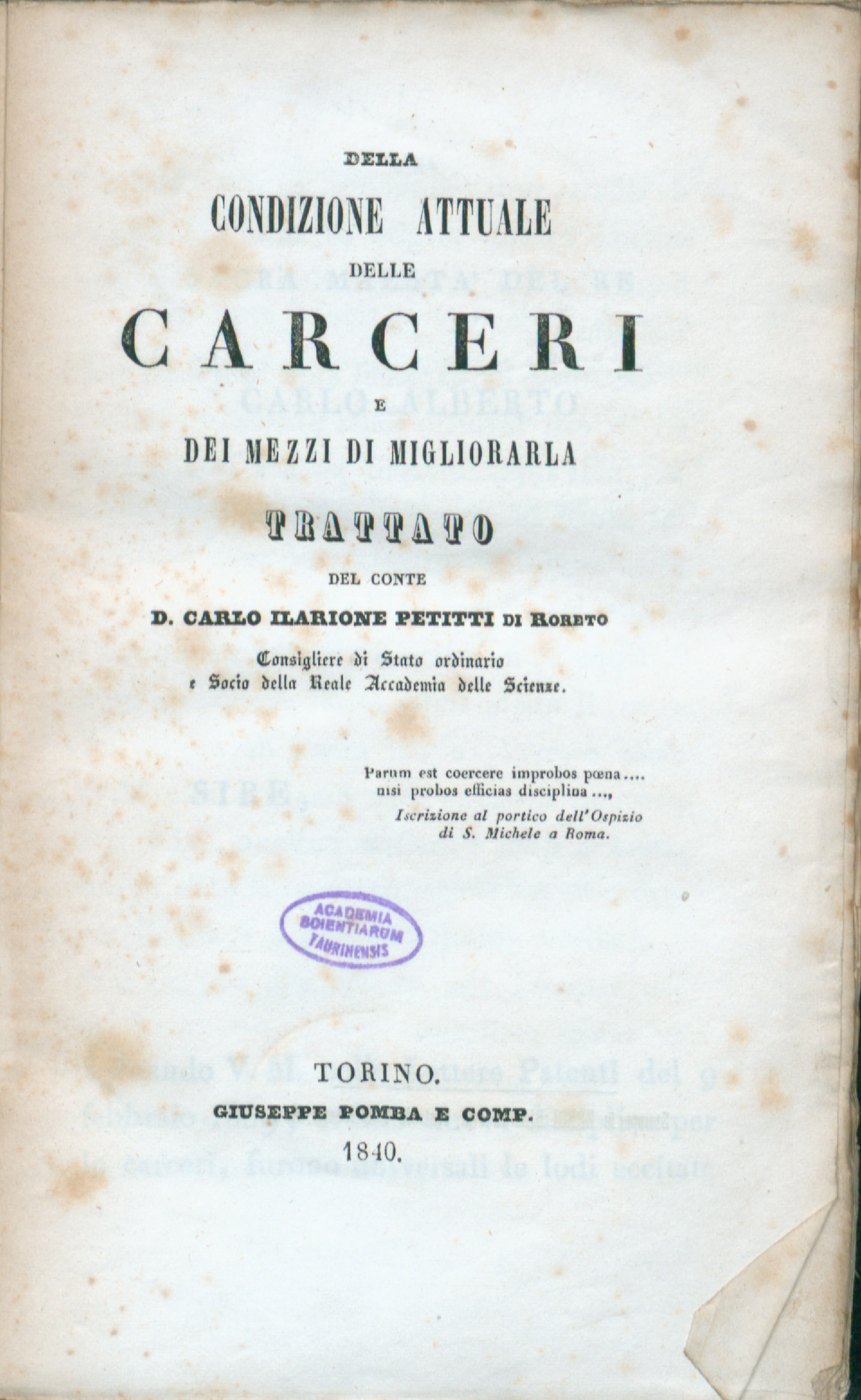
Carlo Ilarione Petitti di Roreto, Della condizione attuale delle carceri e dei mezzi di migliorarla, 1840

Dopo la proclamazione del Regno d'Italia l'ordinamento penitenziario italiano venne riformato con l'estensione della normativa del Regno di Sardegna, ma solo dopo la promulgazione del Codice Zanardelli nel 1889 – che sostituì il codice penale sabaudo emanato del 1859 ed esteso a tutte le province italiane, ad eccezione della Toscana – ci fu una prima riforma organica. Con la nascita della Repubblica Italiana (articolo 27 della Costituzione italiana) si ebbe la fine della pena di morte in Italia.
In data 5 novembre 2009 il Ministro della giustizia Angelino Alfano ha reso pubblica la decisione del governo di riaprire le carceri di Pianosa e dell'Asinara, penitenziari nei quali sono stati storicamente detenuti i boss mafiosi in applicazione dell'articolo 41 bis. Il ministro dell'ambiente Prestigiacomo ha detto che il carcere di Pianosa non riaprirà per motivi ambientali ma si studieranno soluzioni alternative.

## Disciplina normativa
Ai sensi dell'art. 59 della legge 26 luglio 1975 n. 354, gli istituti penitenziari per adulti si dividono in quattro categorie:
1. Istituti di custodia cautelare (156 istituti con 50.447 detenuti nelle case circondariali al 1.1.2014, di cui 28.662 condannati definitivamente, di regola a pene inferiori a tre anni[8]);
2. Istituti per l'esecuzione delle pene (42 case di reclusione con 10.822 detenuti al 1.1.2014, di cui 9.649 condannati definitivamente, di regola a pene superiori a tre anni complessivi[8]);
3. Istituti per l'esecuzione delle misure di sicurezza (7 istituti in Italia con 1.221 reclusi al 1.1.2014[8]);
4. Centri di osservazione (nessun istituto operante).

Si può inoltre distinguere, ai sensi degli artt. 60 e 61, tra:
- casa circondariale, in cui sono detenute le persone in attesa di giudizio e quelle condannate a pene inferiori ai cinque anni, o con un residuo di pena inferiore ai cinque anni;
- casa di reclusione, in cui sono detenuti coloro che abbiano riportato una condanna definitiva a una pena non inferiore ai cinque anni;
- casa mandamentale, ossia gli istituti, pressoché tutti dismessi, in cui sono detenute le persone in attesa di giudizio per reati lievi, oppure condannate a pene fino a un anno;
- carcere speciale, in cui sono reclusi i condannati per delitti di criminalità organizzata;
- carcere minorile.

### Istituti di custodia cautelare
Sono destinati ai reclusi in attesa di giudizio. L'articolo 60 dell'ordinamento penitenziario li distingue in case circondariali e mandamentali. Le prime sarebbero per la reclusione degli imputati a disposizione di qualunque autorità giudiziaria, le seconde per quelli a disposizione del pretore, ma con la soppressione della figura del pretore per la normativa che ha istituito il giudice unico (decreto legislativo 19 febbraio 1998 n.51) e quindi lo svuotamento del concetto di "mandamento" è venuta meno la distinzione funzionale tra i due tipi di casa: entrambi sono destinati alla custodia degli imputati a disposizione dell'autorità giudiziaria e dei fermati o arrestati e dei detenuti in transito, ma anche per i detenuti con pene definitive brevi (fino a tre anni). Le vecchie case mandamentali comunque non esistono più, essendosi ritenuti poco efficienti le carceri troppo piccole.

### Istituti per l'esecuzione delle pene
Previsti dall'art. 61 dell'ordinamento penitenziario sono le case di arresto per l'espiazione della pena dell'arresto (mai istituite) e le case di reclusione per l'espiazione della pena della reclusione.

### Istituti per l'esecuzione delle misure di sicurezza
Individuati dall'art. 62 dell'ordinamento penitenziario, sono: le colonie agricole, le case di lavoro, le case di cura e custodia, gli ospedali psichiatrici giudiziari, questi ultimi già formalmente aboliti nel 2012, ma ancora provvisoriamente in funzione (con reclusi in diminuzione).

### Centri di osservazione
Creati come istituti autonomi o sezioni di altri istituti nel 1961 con circolare ministeriale per l'avvio di una sperimentazione relativa all'osservazione scientifica della personalità dei detenuti; questa sperimentazione fu avviata solo nell'istituto di Rebibbia, a Roma, e successivamente abbandonata.
Spesso nello stesso Istituto penitenziario convivono sezioni che funzionano come case circondariali con altre sezioni destinate all'esecuzione delle pene.
La legge del 1975, modificata molte volte, soprattutto in merito alle pene alternative alla detenzione, stabilisce i principi generali cui deve attenersi la permanenza in carcere.
L'art. 1 recita:
(Legge 26 luglio 1975, n. 354, articolo 1, in materia di "Norme sull'ordinamento penitenziario e sulla esecuzione delle misure privative e limitative della libertà")
Ad oggi, l'attuazione pratica della legge quanto a "trattamento rieducativo" e "reinserimento sociale" è, stando alle cronache e alle testimonianze, generalmente assai carente. In particolare, il lavoro carcerario è regolamentato da norme obsolete, che lo rendono una concessione – rara, e spesso arbitraria – anziché l'esercizio di un diritto e di una possibilità di effettivo reinserimento.

## Il garante dei diritti dei detenuti
Per mantenere effettivi i diritti dei detenuti, così come garantiti dall'Ordinamento penitenziario, che per legge dovrebbero esser già garantiti dall'amministrazione penitenziaria e con la ulteriore vigilanza dei magistrati di sorveglianza, diverse regioni, province e comuni hanno istituito un garante dei diritti dei detenuti con funzione di sollecitazione verso l'amministrazione penitenziaria, garanti che poi hanno trovato riconoscimento legislativo dall'autorizzazione loro concessa di visitare le carceri ed incontrare i detenuti.
Il decreto-legge 23 dicembre 2013 n. 146 ha istituito il Garante nazionale dei diritti delle persone detenute o private della libertà personale, organismo dotato di effettivi poteri di controllo dello stato di detenzione, anche su indicazione dei garanti locali, nel mentre viene pure istituito un effettivo procedimento giudiziario avanti il magistrato di sorveglianza competente per l'accertamento ed il rimedio ad eventuali abusi. Il Garante nazionale è costituito in collegio, composto dal presidente e da due membri. Attualmente il presidente è Mauro Palma, fondatore e primo presidente dell'Associazione Antigone che dal 1991 è attiva nelle garanzie nel sistema penale e penitenziario.

## Il monitoraggio condotto dall'Associazione Antigone
Oltre alle figure istituzionali, quali i garanti dei diritti dei detenuti, in Italia esiste anche un monitoraggio sulle condizioni di detenzione condotto dalla società civile. Fin dal 1998 l'Associazione Antigone è autorizzata a visitare tutti gli istituti penali italiani. Questa autorizzazione viene concessa dal Dipartimento dell'Amministrazione Penitenziaria – e rinnovata annualmente – ad Antigone che con oltre 80 osservatori entra nelle carceri con prerogative paragonabili a quelle dei parlamentari. Dopo ogni visita, gli osservatori redigono un report che descrive le condizioni strutturali, il clima detentivo, il rispetto della legislazione penitenziaria e altre caratteristiche salienti della struttura visitata. Da quanto emerge durante il proprio lavoro di monitoraggio Antigone redige ogni anno (fino al 2007 la pubblicazione era biennale) un rapporto annuale sulle condizioni di detenzione in Italia, che è strumento di conoscenza per chiunque si avvicini alla realtà carceraria. Nel 2019 si è giunti alla pubblicazione del quindicesimo rapporto.

## Termini ed espressioni connesse
- secondino è definita nel parlare comune il poliziotto penitenziario;
- superiore è definita nel gergo dei detenuti il poliziotto penitenziario;
- lavorante è definito dall'amministrazione chi svolge un lavoro (retribuito simbolicamente) in favore dell'amministrazione stessa, che può essere di pulizia uffici, cucina dei pasti per i detenuti, distribuzione dei pasti ai detenuti, manutenzione degli edifici dell'amministrazione, spesino;
- casanza è definito nel gergo dei detenuti il vitto fornito dall'amministrazione;
- peculio è giuridicamente definita la somma nella disponibilità del detenuto (in quanto nelle proprie tasche al momento dell'arresto o derivante da lavoro retribuito svolto all'interno del carcere o versata da terzi dall'esterno), depositata in apposito fondo (peculium era nel diritto romano il denaro o altri beni di proprietà di uno schiavo, in quanto derivante da assegnazioni del padrone o premi o mance, anche di terzi), utilizzabile solo per il sopravvitto, il pagamento delle spese di mantenimento sostenute dall'amministrazione, il sostegno economico alla propria famiglia o il pagamento di spese legali e non pignorabile per altri debiti del detenuto;
- sopravitto sono giuridicamente definiti i beni che un detenuto ha facoltà di acquistare all'interno del carcere con le somme disponibili come peculio;
- spesino è definito nel gergo dei detenuti il detenuto addetto, su controllo e designazione dell'amministrazione penitenziaria, a raccogliere le richieste dei detenuti per i generi da ottenere come sopravitto ed a consegnarli, dopo averli ottenuti dal magazzino dell'amministrazione;
- scopino è il detenuto con mansioni di pulizia.

## Dati sulla popolazione carceraria

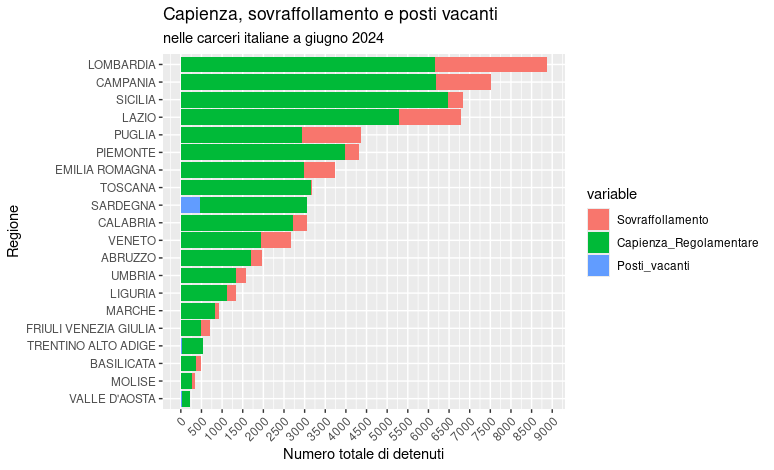
Fonte : [https://www.giustizia.it/giustizia/it/mg_1_14_1.page?contentId=SST1410631 Ministero della Giustizia

In base ai dati attuali, l'aumento della popolazione carceraria, anche in rapporto ai recenti ingressi immigratori, ha generato nell'ultimo decennio un forte sovraffollamento degli istituti di pena, che deteriora la qualità della vita dei detenuti, già provati per le condizioni di limitata libertà. Le difficoltà strutturali possono in taluni casi essere attenuate dalla qualità gestionale: un esempio è quello della Casa Circondariale di Forlì.
Più volte lo Stato ha cercato di ridurre le tensioni indotte dal sovraffollamento carcerario attraverso indulti (l'ultimo nel 2006) o amnistie (l'ultima nel 1989), che però, in assenza di interventi strategici sulla durata dei processi e sulle misure alternative alla detenzione, creano grandi dibattiti e nessun miglioramento strutturale nella situazione carceraria complessiva.
Sin dal 1999 una raccomandazione del Consiglio dei Ministri della Comunità Europea invitava tutti gli stati aderenti ad adottare misure per evitare situazioni di sovraffollamento carcerario (REC 1999/22), ma l'Italia è stato l'unico Stato che ad oggi non è riuscita a dar seguito alla raccomandazione.
Nel dibattito pubblico alcuni sostengono che una delle cause del sovraffollamento carcerario sarebbe l'eccessivo ricorso alla custodia cautelare, cioè la carcerazione prima della condanna definitiva. Bisogna tuttavia sottolineare come tale dato sia, almeno in parte, alterato per il fatto che (solo) in Italia per potersi parlare di detenuto (e non di soggetto sottoposto alla misura della custodia cautelare) bisogna attendere la definitività della sentenza, con la conseguenza che un soggetto condannato in primo grado o in appello è ancora considerato (e rileva nelle statistiche come) in custodia cautelare e non ancora un detenuto (a differenza della quasi totalità degli altri paesi occidentali), fino a quando non diviene definitiva la sentenza che lo ha condannato.
L'altro fatto che ha provocato un eccezionale aumento del numero dei detenuti è la severità della normativa italiana in materia di spaccio o traffico o coltivazione di sostanze stupefacenti, tanto che oltre un terzo dei detenuti è in carcere per reati connessi alla droga; tale motivo di affollamento sta riducendosi poco alla volta, dopo che nel febbraio 2014 la Corte costituzionale ha ripristinato una punizione più ridotta per lo spaccio di droghe cosiddette "leggere" .
La terza più evidente causa del soprannumero dei detenuti è la parsimonia con cui vengono concesse le misure alternative alla detenzione, che pur esistono dal 1975 in forme simili a quelle degli altri paesi. Infatti in Italia solo il 15% delle condanne vengono scontate con misure alternative alla detenzione in carcere, mentre sono ad esempio il 70% in Francia ed addirittura l'85% in Spagna ed in Gran Bretagna. Infatti, secondo i dati ufficiali, in Italia al 31.12.2012 i condannati in affidamento esterno erano 6.803, oltre a 3.147 che usufruivano di misure speciali per tossicodipendenti e 36 utilizzatori di misure speciali per affetti da AIDS, a fronte di 65.701 detenuti presenti in carcere, oltre a 858 autorizzati ad uscire dal carcere per lavorare nelle ore diurne dei giorni feriali (regime definito di semilibertà). A seguito di tutta una serie di misure deflattive dell'elevato (in rapporto alla capienza degli istituti) numero di detenuti approvate con più provvedimenti tra il giugno 2013 ed il giugno 2014, i reclusi sono scesi al 30 giugno 2014 a 58.092, di cui 36.926 condannati definitivi, permanendo, seppur attenuata, la condizione di netto sovraffollamento.
Altra causa dell'aumento della popolazione carceraria sono anche le conseguenze del Codice Rosso con il quale sono state inasprite le pene per tutta una fattispecie di reati relativi alla violenza di genere e sono stati introdotti anche nuovi reati, inoltre con questa legge per il condannato la sospensione condizionale della pena può avvenire solo dopo avere partecipato a specifici percorsi di recupero pressi enti e formazione, cosa non semplice visto che lo Stato ha investito ancora poco sulla prevenzione, la legge viene infatti criticata anche per avere affrontato il problema della violenza domestica sul piano repressivo, ma non da un punto di vista strutturale.
Per capire come il Codice Rosso, senza strumenti di prevenzione, ha e potrà avere esiti disastrosi sul sovraffollamento carcerario basti pensare che se nel 2008 erano 1230 i detenuti condannati per reati contro la famiglia, oggi il numero è salito a 6083 unità, ovvero si è quasi quintuplicato, quando invece per gli altri reati l'aumento, quando c'è stato, non è mai arrivato a cifre simili. Da sottolineare infatti che se oggi i detenuti in totale sono più di 60mila, nel 2008 i detenuti in totale erano 58000 (al 31 dicembre).
Altro dato che spiega il sovraffollamento carcerario è la tendenza a comminare condanne sempre più dure quando ci sono di mezzo gli omicidi. La ragione si spiega citando due statistiche, dal 1992 al 2022 si è passati da un numero di 408 detenuti condannati all'ergastolo ad un numero di 1840.
Infine va ricordato che il sovraffollamento è dovuto a cause infrastrutturali dovute anche al fatto che in realtà più del 70% delle spese del Dap vanno alla Polizia Penitenziaria.

### La situazione nel 2009/2010
Nel settembre 2009 il numero dei detenuti italiani ha raggiunto i massimi livelli dal dopoguerra, con un totale attorno ai 64.000 (150% circa della capienza massima tollerabile e 280% della capienza massima regolamentare, in media – ma già ben oltre in molte regioni e per la popolazione maschile), nonostante il calo dei numero dei reati negli ultimi due anni. Ma ovviamente la media è fatta di istituti modello (ad esempio Bollate) che rispettano la capienza regolamentare, di detenuti di alta pericolosità (soprattutto i condannati per mafia), che (scontando un regime di isolamento) sono in capienza regolamentare, di detenuti con lunghe pene che si cerca di mantenere entro la capienza tollerabile (che vuol dire il doppio della capienza regolamentare) e di detenuti in attesa di giudizio o con pene brevi (entro i tre anni), che si ritiene possano sopportare di più il sovraffollamento (di regola in quattro o cinque nella cella destinata ad un solo detenuto secondo la capienza regolamentare). Ciò ha prodotto una marcata riduzione degli spazi disponibili, e la scomparsa degli spazi comunitari, oltre ad un raddoppio dei numero di suicidi (45 nei primi sette mesi del 2009, rispetto al 2008); mentre il numero delle misure alternative erano scese al minimo storico (10.000), soprattutto a causa delle norme restrittive della legge ex Cirielli.
L'Italia inoltre è stata per la prima volta condannata dalla Corte Europea dei diritti dell'uomo per "trattamenti inumani e degradanti", con risarcimento danni a carico.
Il ministro della giustizia del governo Berlusconi, Angelino Alfano, ha annunciato un "piano carceri" con la costruzione di 17.000 posti in più entro il 2012, facendo approvare dal governo l'art. 20 del decreto legge 29 novembre 2008 n. 185, convertito poi nella legge n. 2/2009, con cui venivano decise procedure straordinarie particolarmente accelerato con la nomina di un commissario "ad hoc". Lo stesso ministro, nel gennaio 2009, aveva parlato di carceri fuorilegge. A tal fine Alfano prevedeva di recuperare fondi dalla Cassa delle ammende, ente preposto al finanziamento dei programmi di reinserimento, per l'edilizia carceraria.
Successivamente nel maggio 2010 lo stesso ministro Angelino Alfano, di fronte all'evidenza che il piano carceri, nonostante la nomina del un "commissario ad acta" e la sua successiva sostituzione con maggiori poteri per lo snellimento delle procedure prescindendo dalle farraginose procedure normali, sarebbe stato realtà solo nel giro di diversi anni, di fronte all'insostenibilità della situazione di estrema criticità con 64.000 detenuti in istituti fatti per ospitarne 24.000 (capienza regolamentare) o sino a 47.000 (capienza massima tollerabile), senza contare che vi erano (e vi sono) padiglioni chiusi per i lavori di ampliamento, propose ed ottenne l'approvazione del Consiglio dei ministri per un disegno di legge, che prevedeva che tutti i detenuti (esclusi i recidivi e quelli condannati per particolari reati previsti dall'art. 4 bis Ordinamento penitenziario, come ad esempio i mafiosi) potessero scontare presso il proprio domicilio (detenzione domiciliare) gli ultimi dodici mesi di pena provvisoriamente sino a quando non fosse attuato il piano carceri, attuazione ivi indicata nel 31.12.2013, beneficio in teoria applicabile a più di 10.000 detenuti. Nel contempo venivano pesantemente aumentate (triplicate) le pene per le evasioni dalla detenzione domiciliare (art. 385 Codice Penale). La relativa legge, soprannominata "svuotacarceri", entrò in vigore a dicembre 2010, quando i detenuti erano ormai diventati 67.000, ma sortì modesti effetti (circa 3.000 detenuti assegnati alla detenzione domiciliare) perché quasi tutti i magistrati di sorveglianza richiedono un verbale di accertamento dell'idoneità del domicilio (quindi regolarità urbanistica, impianti a norma, facile controllabilità da parte delle forze dell'ordine, consenso degli altri conviventi), mentre la maggior parte dei potenziali beneficiari aveva a disposizione solo abitazioni fatiscenti o, il più spesso, non avevano mai avuto un'abitazione effettiva in Italia. È curioso che già esisteva una norma dell'Ordinamento penitenziario che prevedeva la possibilità per i detenuti di scontare al proprio domicilio gli ultimi due anni di carcerazione, norma sino ad allora scarsamente applicata, ma il fatto di ribadirla con un provvedimento d'urgenza appariva come una sollecitazione a una più ampia applicazione, senza contare che la competenza ad applicarla (nell'ambito di prima 12 e poi 18 mesi) è stata trasferita dai Tribunale di sorveglianza ai Magistrati di sorveglianza competenti.
Tuttavia l'effetto sulla numerosità della popolazione carceraria è stato minimo perché la norma prevede che il Magistrato di Sorveglianza possa concedere la detenzione presso un proprio domicilio idoneo per gli ultimi mesi di pena, salvo (come detto) il caso di commissione di reati considerati non meritevoli del beneficio (recidiva e reati di cui all'art. 4 bis Ordinamento Penitenziario): ora è ben evidente che, prima di una valutazione il Magistrato di sorveglianza trattiene in carcere il detenuto, anche se condannato a una pena breve, per farne valutare, per un periodo che ritenga congruo, il regolare comportamento, la pericolosità sociale, la situazione sociale e psicologica, l'idoneità del domicilio, ecc., adempimenti che potranno anche stati fatti per detenuti già da tempo in carcere, ma che sicuramente occorre fare per detenuti che arrivano in carcere anche con pene brevissime.

### La situazione nel 2011/2012
Nel febbraio 2012 è stato convertito in legge il decreto legge nuovamente soprannominato svuota carceri emanato il 22.12.2011 dal Governo Monti, che cerca di ristabilire la situazione carceraria italiana evitando il provvedimento dell'indulto, ma che, limitandosi solo ad aumentare a diciotto mesi l'ultimo periodo di detenzione da scontare a domicilio, già fissato in dodici mesi dal precedente governo, ha prodotto solo il trasferimento in detenzione domiciliare di poco più di mille detenuti, restando tutti i limiti già evidenziati per il precedente provvedimento (legge 199/2010) del Governo Berlusconi, principalmente il fatto che buona parte dei detenuti non ha un "domicilio idoneo" ove restare in detenzione domiciliare. Tuttavia, in sede di conversione in legge del decreto, la ministra Paola Severino fece inserire nel provvedimento delle norme contro il fenomeno che ella definì delle "porte girevoli", cioè dell'arresto ogni anno di migliaia di persone da parte delle forze dell'ordine per piccoli reati (come rissa, furto, oltraggio a pubblico ufficiale, piccolo spaccio di stupefacenti, lesioni lievi, inottemperanza all'ordine di espulsione, ecc.) che soggiornavano per la maggior parte in carcere per meno di quattro giorni, cioè il tempo fissato per comparire davanti al giudice per la convalida dell'arresto, quando nella maggioranza dei casi venivano liberati perché avevano ottenuto una lieve condanna con la sospensione condizionale o con la sospensione in attesa di possibili misure alternative; ora le nuove norme prevedono di trattenere queste persone presso le camere di sicurezza della polizia o dei carabinieri e l'obbligo di esser condotte entro due giorni avanti al giudice, incaricato di decidere sulla loro incarcerazione o liberazione o assegnazione agli arresti domiciliari. Nonostante le camere di sicurezza fossero cadute in parziale disuso e quindi riprese ad essere usate un po' alla volta, queste norme hanno consentito una riduzione della popolazione carceraria più dell'ampliamento delle norme sulla detenzione domiciliare cui si è ora accennato, senza contare il trauma risparmiato a migliaia di persone ogni anno per l'ingresso in carcere, sia pure per soli quattro giorni. La ministra Severino ha tuttavia anche predisposto e fatto proporre dal Governo al Parlamento anche un disegno di legge che rimediava a tre storture che provocano un ingiustificato ingresso in carcere di persone che sarebbe opportuno non vi entrassero, ma il disegno di legge ha fatto in tempo ad essere approvato dalla Camera dei deputati ma non dal Senato, ove ne era fissata l'approvazione definitiva proprio nell'ultima seduta della legislatura nell'imminenza dello scioglimento anticipato delle Camere, ma in quella seduta, pur con il dispiacere espresso della ministra Severino, il Senato della Repubblica ha preferito accantonare tale provvedimento, dedicando l'ultimo tempo utile per approvare definitivamente la riforma della legge sull'esercizio della professione di avvocato; buona parte delle norme allora accantonate sono poi state approvate nell'aprile 2014.

### La situazione nel 2013/2014
Dopo la nuova condanna dell'Italia l'8 gennaio 2013 da parte della CEDU – Corte Europea per i Diritti Umani, che accoglieva il ricorso di alcuni ex detenuti dei carceri di Busto Arsizio e Piacenza, ristretti in tre metri quadrati e mezzo di cella a testa, disponendo in loro favore un risarcimento per una somma complessiva di oltre 100.000 €, mentre in maggio 2013 veniva respinto dalla "Grande Chambre" il ricorso dell'Italia contro tale decisione, riconfermando che, in caso di mancato ossequio dell'Italia entro un anno al rispetto dei diritti umani per i detenuti, la Corte avrebbe accolto centinaia di ricorsi già pendenti di detenuti ed ex detenuti, con conseguente condanna dell'Italia a risarcimenti per parecchie decine di milioni di euro, il problema del sovraffollamento carcerario è tornato di immediata attualità per il nuovo governo italiano. Così il ministro della giustizia del governo Letta, Anna Maria Cancellieri, ha proposto un riaggiustamento delle norme in materia di misure alternative alla detenzione, che da solo si sperava avrebbe potuto comportare sino a 4.000 scarcerazioni o soprattutto minori ingressi di detenuti (senza le nuove norme i detenuti aumentavano di 700 unità al mese, come differenza tra nuovi carcerati e detenuti rilasciati); dopo più rinvii per disaccordo con altri ministri su alcuni punti, il testo concordato è stato approvato dal Consiglio dei Ministri il 26 giugno 2013. La ministra ha tenuto a chiarire e ribadire in più interviste che questo decreto non risolve il problema, ma lo attenua in piccola parte, mentre per la soluzione del problema sono necessari (e allo studio) interventi incisivi sulle norme vigenti, proposte financo dal Consiglio Superiore della Magistratura, oltre al completamento del "piano carceri", che, benché promesso tre anni prima come di rapidissima attuazione in relazione ai criteri adottati, potrà rendere disponibili circa 15.000 posti in più nelle carceri solo nel 2015/2016.
La ministra, dopo aver espressamente chiarito che per rispettare il dettato della Corte Europea dei Diritti dell'Uomo sarebbe necessario un provvedimento di amnistia e (soprattutto) di indulto (provvedimento inviso alla maggior parte dei cittadini), ha comunque successivamente (il 27 giugno 2013) annunciato la costituzione di una commissione di 15 esperti (sia tecnici che politici) per esaminare le possibili soluzioni del problema del sovraffollamento carcerario, dichiarando altresì successivamente che "dobbiamo ringraziare l'Europa che ci ha messo con le spalle al muro... ci dice di fare quello che la nostra Costituzione prevede... in questi anni abbiamo perso la via maestra, abbiamo dimenticato la nostra civiltà. Siamo il paese di Beccaria, ma nella realtà pratica abbiamo una situazione che, ha ragione il Presidente della Repubblica, è ripugnante.
Infatti a metà del 2013 la popolazione carceraria, nonostante le misure messe in atto dai due governi precedenti negli ultimi due anni, si era di nuovo avvicinata ai massimi mai raggiunti nel 2010, arrivando il 28 giugno (secondo dati ufficiosi) ad un tetto di 66.090 detenuti, ovvero di 66.028 al 30 giugno 2013 (di cui 23.233 stranieri) secondo i dati ufficiali del Ministero della Giustizia, detenuti di cui uno su tre è gravemente malato, il 15% per patologie psichiatriche, ma molti anche per malattie infettive (tubercolosi, scabbia, AIDS, sifilide, ecc.), secondo un'indagine del Ministero della Sanità nel 2012; sembra che uno su tre dei malati (cioè uno su dieci detenuti) non sappia di essere ammalato e che vi sia in ogni caso scarsa disponibilità di medicinali per le cure, nonostante tutti i detenuti abbiano teoricamente diritto gratuitamente alle prestazioni del Servizio Sanitario Nazionale a parità con gli altri cittadini (ma si pensi solo alla difficoltà per gli esami specialistici!). È pure da evidenziare che la stessa ministro chiarisce che siamo ben oltre il 150% della capienza massima tollerabile ed oltre il triplo della capienza regolamentare, perché diversi padiglioni rientranti nella capienza teorica sono chiusi per ristrutturazione. Infatti secondo i dati del ministero della Giustizia la capienza massima tollerabile (che è circa il doppio dei posti regolamentari) sarebbe di 47.040 posti, ma lo stesso DAP (Dipartimento dell'Amministrazione Penitenziaria), che è un organo dello stesso ministero della giustizia, dichiara che la capienza massima tollerabile sarebbe di circa 45.000 posti se tutti i reparti fossero attualmente agibili, ma in realtà la capienza massima tollerabile risulta essere nel giugno 2013 di circa 37.000 posti (a fronte di più di 66.000 persone effettivamente recluse). Il decreto legge emergenziale comunque, oltre a minimi aggiustamenti nella normativa con minimo effetto sulla popolazione carceraria del momento e poco effetto anche sull'incremento futuro, si occupa soprattutto di ampliare ancora i poteri e le dotazioni finanziarie e di personale del Commissario per il "piano carceri", che è l'unica soluzione che mette d'accordo tutti per risolvere il sovraffollamento dei detenuti, dopo che anche meno marginali interventi sulla normativa non hanno trovato l'accordo tra le forze politiche di governo in sede di Consiglio dei Ministri, mentre interventi un pochino più incisivi sono stati introdotti dal Parlamento in sede di conversione in legge del decreto d'urgenza, rinviandosi a future riforme in corso di separata approvazione interventi più efficaci.
L'effetto del decreto emergenziale (impropriamente definito "svuotacarceri"), anche nella versione definitiva, è comunque stato minimo se nei primi quattro mesi di applicazione la popolazione carceraria si è ridotta solo del 2%, permanendo quindi comunque in situazione di grave emergenza; il Consiglio dei Ministri il 17 dicembre 2013 ha di conseguenza assunto nuovi provvedimenti tendenti alla riduzione del numero dei detenuti, che si prevede nell'arco dei successivi sei mesi possano portare a un'ulteriore riduzione del numero dei detenuti di circa 3.000 unità, senza che comunque, anche se tale risultato fosse raggiunto, il problema, pur lievemente ridotto, non permanga, tant'è che i detenuti al 31.12.2013 sono 62.536 (circa il 50% in più della capienza massima tollerabile). Solo la sensibile riduzione delle pene per le cosiddette droghe leggere (marijuana, hashish e derivati) disposta dal 13 febbraio 2014 con sentenza della Corte costituzionale potrà provocare una più sensibile riduzione della popolazione carceraria, che si stima possa portare riduzioni di pena ad un massimo di 10.000 persone attualmente detenute, restando comunque solo attenuato, ma non risolto, il problema, tant'è che al 31.05.2014 i detenuti sono ancora 58.861, contro una capienza massima tollerabile di circa 47.000 posti (dato ufficiale, peraltro contestato dal partito radicale perché asseritamente comprendente anche padiglioni vuoti in corso di ristrutturazione).
La situazione è stata riassunta nel giugno 2013 da Andrea Riccardi, presidente della Comunità di Sant'Egidio e già ministro del governo Monti, con queste parole: "non si tratta di praticare una posizione lassista che metta a rischio la sicurezza degli italiani. Ma un carcere, concepito in modo inumano, è una forma di isolamento, non recupera i detenuti, ma predispone a nuovi comportamenti criminosi. La condizione carceraria è rivelatrice di come il nostro Stato, in questo campo, sia al di sotto di uno standard serio di civiltà. La nostra giustizia diventa ingiusta ed inumana."
La ministro Anna Maria Cancellieri ha altresì pubblicamente chiarito che "il regolamento penitenziario va applicato al 100%, mentre ad ora resta ancora inapplicato... quando in un metro quadrato uno deve fare tutto, cosa vogliamo, che si riconcili con la società o che la prenda a pugni?", mentre lo stesso Presidente della Repubblica ha ribadito più volte "l'insostenibilità della situazione delle carceri", dichiarando anche: "nessuno neghi la gravità dell'emergenza, lo Stato non rispetta la Costituzione" e la Presidente della Camera dei deputati, Laura Boldrini, ha definito il grande carcere di Regina Coeli a Roma "magazzino di carne umana", in occasione di una sua visita il 22 luglio 2013. Più di recente (10 maggio 2014) Nicola Caputo, consigliere regionale del Pd in Campania e candidato alle elezioni europee, ha affermato che "Le carceri italiane sono diventati dei veri e propri lager. I cittadini detenuti che stanno scontando le loro pene non possono essere maltrattati e vedere a rischio anche la loro sopravvivenza", nel mentre anche il Consiglio d'Europa contestualmente riconferma la problematicità della situazione.
L'insostenibilità della situazione carceraria italiana è stata addirittura oggetto di un messaggio alle Camere da parte del Presidente della Repubblica Giorgio Napolitano, letto in entrambe le aule dai rispettivi presidenti il giorno 8 ottobre 2013.
Ivi il Capo dello Stato denuncia la "perdurante incapacità del nostro Stato nel garantire i diritti dei detenuti in attesa di giudizio ed in esecuzione pena", come proclamato e garantito dalla nostra Costituzione e dai trattati internazionali sottoscritti dall'Italia, nonché "la inderogabile necessità di porre fine senza indugio" alla situazione, mentre "l'Italia viene a porsi in condizione umiliante sul piano internazionale per la violazione dei principi sul trattamento umano dei detenuti". Un ulteriore schiaffo all'Italia in materia è arrivato da Londra il 18 marzo 2014, ove la Westminster Magistrates' Court ha deciso di non procedere all'estradizione in Italia del pluripregiudicato Domenico Rancadore, accusato di mafia e arrestato nella capitale britannica dalla polizia inglese su indicazione di quella italiana dopo 20 anni di latitanza, con la motivazione ufficiale della giustizia inglese che il sistema carcerario in Italia non offre le adeguate garanzie per il trattamento dei detenuti; per di più, nonostante l'Italia abbia chiarito che si tratta di un esponente di spicco di Cosa nostra, destinatario di un ordine di carcerazione per una condanna definitiva a 7 anni di reclusione per i reati di associazione di tipo mafioso, estorsione ed altri gravi delitti, inserito nell'elenco dei latitanti più pericolosi del Ministero dell'Interno italiano, è stato scarcerato e lasciato nel suo domicilio privato a Londra, con il solo obbligo del braccialetto elettronico.
La ministra della Giustizia, Anna Maria Cancellieri, il 4 novembre 2013 si è recata a Bruxelles ed a Strasburgo per chiarire che è ferma intenzione del Governo italiano dare riscontro entro pochi mesi alle censure contro l'Italia della Corte di Giustizia Europea e della Corte Europea dei diritti dell'uomo (CEDU) in tema di sovraffollamento carcerario, illustrando i programmi di prossima attuazione ed impegnandosi altresì a una qualche forma di risarcimento verso i detenuti che hanno sofferto condizioni di sovraffollamento nelle prigioni italiane, così come imposto dalla sentenza CEDU dell'8 gennaio 2013, impegnando il Governo italiano al suo puntuale rispetto in ogni punto entro il termine da quella sentenza assegnato (maggio 2014), impegno poi ribadito in una nuova visita a Strasburgo anche dal nuovo ministro della Giustizia Andrea Orlando il 24 marzo 2014. Una delega al governo ad intervenire ancora nell'immediato futuro sulle pene alternative al carcere è stata definitivamente approvata il 2 aprile 2014. Anche se i risultati non sembra siano raggiunti, il ministro Orlando ha dichiarato che esporrà in una visita a Strasburgo entro maggio 2014 quanto fatto e quanto vi è ancora in programma di fare per ottenere i risultati richiesti per il 28 maggio 2014 nel periodo immediatamente successivo a tale data, contando che ciò sia sufficiente; ed in effetti, all'esito della visita del 22 maggio 2014, sembra che egli abbia trovato comprensione per i progressi compiuti dall'Italia e per la sufficienza delle misure in corso di prossima attuazione, da valutarsi nella riunione del Consiglio europeo il 3 giugno 2014, ma Rita Bernardini, Segretaria Nazionale di Radicali italiani, ha presentato il giorno dopo (23 maggio 2014) un dossier di 54 pagine di analisi della situazione attuale "ancora molto lontana dal garantire ai 60.000 detenuti nelle carceri italiane trattamenti che non violino l'art. 3 della Convenzione Europea dei Diritti dell'Uomo" ed il senatore Enrico Buemi, capogruppo Psi in commissione Giustizia e in commissione Antimafia, è pessimista; il ministro, al dichiarato scopo di segnare un cambiamento rispetto alla passata gestione delle carceri, ha poi anche revocato l'incarico al magistrato che ha diretto negli ultimi anni il Dipartimento per l'amministrazione penitenziaria. In effetti, la posizione del Governo italiano ha trovato la comprensione del Consiglio d'Europa, che il 5 giugno 2014 ha valutato positivamente l'impegno profuso dal governo italiano per risolvere il problema, sia per i parziali risultati già raggiunti (diminuzione del numero di 7.000 detenuti, pari al 10% del totale di un anno prima) sia per l'attivazione di procedure che porteranno gradualmente nel tempo ad ulteriori graduali riduzioni sia per l'inizio nell'adozione di migliori pratiche di gestione delle carceri, rinviando di un ulteriore anno la verifica sul raggiungimento degli obiettivi, anche se i radicali non mancano di segnalare che l'assicurare ad ogni detenuto almeno tre metri quadrati in cella (compreso lo spazio del letto) ha comportato la "deportazione" di centinaia di detenuti dai carceri più affollati (ad esempio Poggioreale di Napoli) verso carceri in luoghi lontani e scomodi (soprattutto in Sardegna), impedendo di fatto i contatti con le famiglie e spingendoli a una situazione ancora più disperata, pur di "gabbare" l'Europa.
Un'ulteriore pesante critica al sistema giudiziario penale e carcerario italiano arriva anche dall'ONU: l'Italia dovrebbe fare uno sforzo per "eliminare l'eccessivo ricorso alla detenzione e proteggere i diritti dei migranti". A chiedere alle autorità italiane "misure straordinarie" sul tema è un comunicato del Gruppo di lavoro delle Nazioni Unite sulla detenzione arbitraria reso noto al termine di una visita di tre giorni in Italia paese (7-9 luglio). "Quando gli standard minimi non possono essere altrimenti rispettati, il rimedio è la scarcerazione", ha detto Mads Andenas, Presidente del Gruppo.
Gli esperti ricordano le raccomandazioni formulate dal Presidente Giorgio Napolitano nel 2013, incluse le proposte in materia di amnistia e indulto, e le considerano "quanto mai urgenti per garantire la conformità al diritto internazionale". Il gruppo di lavoro delle Nazioni Unite evidenzia anche che "il regime detentivo speciale previsto dall'articolo 41 bis" per i mafiosi non è ancora stato allineato agli obblighi internazionali in materia di diritti umani".

## Situazione nel biennio 2014/2015
Secondo il XIII° rapporto dell'Associazione Antigone sulla situazione carceraria in Italia, a maggio 2017 vi erano più di 56.436 presenze, in aumento rispetto ai 54.912 del 2016, e ai 52.000 detenuti nel 2015.
Puglia, Lombardia, Molise e Friuli-Venezia Giulia risultavano con un sovraffollamento del 30% rispetto alla capienza dei luoghi di detenzione.
I reati denunciati sono scesi dai 2.687.249 del 2015, rispetto ai 2.812.936 del 2014. Risultano in calo i principali reati contro il patrimonio e contro la persona: violenze sessuali (-6,04%), rapine (-10,62%), furti (-6,97%), usura (-7,41%), omicidi volontari (-15%). Gli omicidi segnano un drastico calo anche nel lungo termine, scendendo da 1.916 casi nel 1991, ai 397 del 2016.
Nel 2015 il 33.2% dei detenuti erano stranieri, mentre il 34.% frequentava un corso scolastico. Il 34.1% del totale era in regime di custodia cautelare anziché in esecuzione di sentenza definitiva, il 5.3% per una pena inferiore ad un anno, mentre il 24.3% aveva condanne inferiori a 3 anni e il 28.6% per condanne superiori a 10 anni.

### Il risarcimento ai detenuti per trattamenti contrari al senso di umanità
In Italia, il decreto legge 26 giugno 2014 n. 92 stabilisce un risarcimento ai detenuti che hanno subito condizioni di abnorme sovraffollamento o altri trattamenti contrari al senso di umanità, secondo l'interpretazione di tali concetti effettuato dalla Corte europea per i diritti dell'uomo (CEDU), in applicazione di un invito espressamente formulato dalla CEDU all'Italia.
Con riferimento al sovraffollamento, per lungo tempo la CEDU "ha evitato di fornire una misura precisa e definitiva dello spazio personale che deve essere attribuito a ciascun detenuto". Attualmente, sia pure con alcune incertezze, la Corte sembra prevalentemente orientata a ritenere violati i diritti umani nel caso in cui i detenuti abbiano a disposizione una superficie media nella cella inferiore a 3 m². La giurisprudenza italiana si è in gran parte adeguata a questo orientamento, ma si è divisa riguardo al criterio secondo cui calcolare i 3 m². Secondo parte dei giudici, infatti, per calcolare la superficie a disposizione di ciascun ristretto bisognerebbe semplicemente dividere l'area della cella per il numero delle persone che vi sono assegnate (calcolo al lordo del mobilio); secondo altri, invece, si dovrebbe prima sottrarre tutto lo spazio occupato dal mobilio presente nella cella (calcolo al netto del mobilio); secondo altri ancora, invece, sarebbe sufficiente scomputare soltanto l'area ricoperta dagli arredi fissi come gli armadi (calcolo parzialmente al netto). La normativa prevede 7 m² riducibili alla metà come situazione temporanea (definita capienza tollerabile), ormai diventata un obiettivo da raggiungere anziché una situazione eccezionale.
Tale risarcimento, su domanda dell'interessato al Magistrato di sorveglianza, consiste in uno sconto di pena di un giorno ogni dieci giorni di carcerazione subita in condizioni inumane, se il periodo di eccessiva afflizione è stato superiore a quindici giorni; per detenuti già scarcerati o per periodi inferiori a 15 giorni è stabilito un risarcimento di 8 euro al giorno, sempre su domanda dell'interessato, ma al Tribunale civile del capoluogo di distretto di Corte d'appello. Le stesse modalità di risarcimento pecuniario sono previste per chi abbia subito un periodo di detenzione ingiusta (indipendentemente, in questo caso, dalle condizioni di detenzione), non compensabile con pene derivanti da altre condanne. Tali risarcimenti sono soggetti a decadenza se non richiesti entro sei mesi dalla scarcerazione.

### La situazione femminile
Le donne sono una percentuale assai bassa della popolazione carceraria italiana: nel 2006 erano 1.670 contro 37.335 uomini (il 4,3% in media della popolazione detenuta, a fronte di una media europea del 5%).
L'ordinamento penitenziario italiano prevede che le madri detenute con prole inferiore ai tre anni debbano usufruire di trattamenti alternativi alla detenzione finalizzati a non traumatizzare eccessivamente i figli, che fino a quell'età devono in ogni caso rimanere sotto la tutela del genitore di sesso femminile, se è quest'ultima a chiederlo espressamente. Tali trattamenti spaziano dalla detenzione domiciliare al soggiorno in istituti dedicati. I bambini presenti nei carceri italiani sono comunque molto pochi e la loro presenza è in decremento, principalmente come conseguenza dell'applicazione di particolari misure alternative alla carcerazione di cui le donne madri possono usufruire, come previsto dall'ordinamento penitenziario, come previsto dalle successive leggi 8 marzo 2001 n. 40 e 21 aprile 2011 n. 62.

## Statistiche sui decessi
In 10 anni nelle carceri italiane sono morti più di 1.800 detenuti: a causa di suicidi accertati (circa un terzo del totale), assistenza sanitaria insufficiente o ritardata, overdose, omicidi  o per cause non chiare, ricordando che chi viene trasportato dalla prigione in ospedale in punto di morte, non risulta conteggiato tra i morti in carcere (perché formalmente è morto in ospedale):
| Anno   | numero morti | suicidi |
| ------ | ------------ | ------- |
| 2000   | 165          | 61      |
| 2001   | 177          | 69      |
| 2002   | 160          | 52      |
| 2003   | 157          | 56      |
| 2004   | 156          | 52      |
| 2005   | 172          | 57      |
| 2006   | 134          | 50      |
| 2007   | 123          | 45      |
| 2008   | 142          | 46      |
| 2009   | 177          | 72      |
| 2010   | 185          | 66      |
| 2011   | 186          | 66      |
| 2012   | 154          | 60      |
| 2013   | 153          | 49      |
| 2014   | 132          | 44      |
| 2015   | 122          | 43      |
| 2016   | 140          | 32      |
| 2017   | 135          | 42      |
| 2018   | 120          | 35      |
| Totale | 2844         | 996     |

Come si evince dalla tabella, il tasso di suicidi in carcere è rilevante: nel periodo che va dal 1980 al 2012 è stato di circa 20 volte quello registrato nella popolazione libera. La ricerca più completa sul suicidio in carcere, con dati sempre aggiornati, è curata dall'Agenzia "Ristretti Orizzonti".
I suicidi avvengono prevalentemente nelle carceri più affollate e nei periodi iniziali della pena – cioè quando l'individuo deve confrontarsi con la prospettiva del tempo vuoto da trascorrere rinchiuso – e in quelli finali, quando per l'individuo ormai ridotto a dipendere anche mentalmente dall'istituzione totale in cui ha vissuto per anni e anni, privato nel tempo di relazioni, famiglia, risorse economiche, anche a causa di debiti legali o risarcimenti civili dovuti alle vittime, tutto ristretto a determinati parametri imposti per motivi di sicurezza dall'ordinamento penitenziario, la porta del carcere si apre solo verso il nulla. Il tasso di suicidi nei carceri italiani è tra i più alti di tutti i paesi occidentali: ad esempio dieci volte tanto di quanto accade negli Stati Uniti d'America.
Tale criticità è dimostrata anche dall'elevato tasso di suicidi tra il personale della polizia penitenziaria.
Nel 2023 nelle strutture carcerarie ci sono stati 69 suicidi, nel 2022 84, nel 2021 57, nel 2020 61, nel 2019 53, mentre – secondo quanto riportato da un articolo di Rainews – nei primi 25 giorni del 2024 i suicidi accertati sono stati 10, con una media di un suicidio ogni 2,5 giorni ed una proiezione di oltre 140 suicidi l'anno.